# Гнила Канелька
Гнила Канелька — річка в Україні, у Христинівській міській громаді Уманського району Черкаської області. Права притока Синички (басейн Південного Бугу).

## Опис

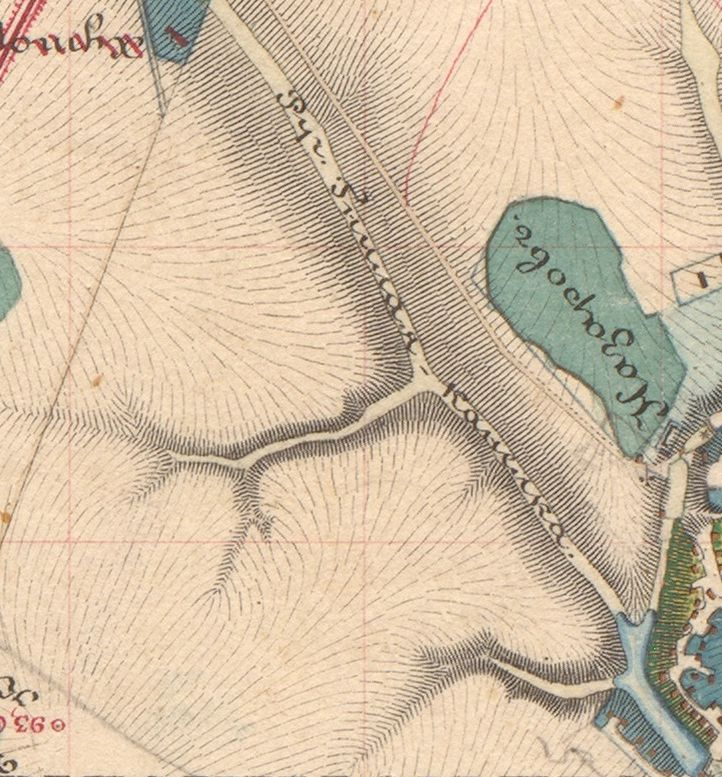
річка на мапі 1850 року

Довжина річки приблизно 3 км.

## Розташування
Бере початок на сході від міста Христинівка. Тече переважно на північний захід через село Христинівка і впадає у річку Синичка, праву притоку Канельки. Протікає в урочищах "Водокачка" та районі "П'ятихатки" села Христинівка (Уманський район, село).